# (500415) 2012 TA116
(500415) 2012 TA116 es un asteroide perteneciente al cinturón de asteroides, descubierto el 5 de noviembre de 2007 por el equipo del Spacewatch desde el Observatorio Nacional de Kitt Peak, Arizona, Estados Unidos.

## Designación y nombre
Designado provisionalmente como 2012 TA116.

## Características orbitales
2012 TA116 está situado a una distancia media del Sol de 3,077 ua, pudiendo alejarse hasta 3,339 ua y acercarse hasta 2,815 ua. Su excentricidad es 0,085 y la inclinación orbital 6,783 grados. Emplea 1971,90 días en completar una órbita alrededor del Sol.

## Características físicas
La magnitud absoluta de 2012 TA116 es 16,7.